# Tarnovia Tarnów
Tarnovia Tarnów ist ein polnischer Fußballverein aus Tarnów in der Woiwodschaft Kleinpolen. Der größte Erfolg des Vereins ist der Aufstieg in die Ekstraklasa 1948. Außer der Fußballabteilung besitzt der Verein auch noch die Abteilungen Klettern, Frauenvolleyball und Tischtennis. Der bekannteste Spieler des Vereins ist Antoni Barwiński, der 17 Länderspiele für Polen bestritt. Die bekanntesten Spieler, die dort ihre Karriere begannen, sind Mateusz Klich und Bartosz Kapustka.

## Geschichte
Der Verein entstand 1909 im Süden von Tarnów durch die Fusion der 1906 und 1908 gegründeten kleineren Verein Biało-Czerwoni and Pogon, wobei der Verein Tarnovia entstand. Mit den polnischen Nationalfarben Weiß und Rot wollten die Gründer ihren Patriotismus betonen, nachdem Polen Ende des 18. Jahrhunderts aufgeteilt wurde und erst 1918 als unabhängiger Staat wieder entstand (siehe auch: Teilungen Polens). Vor dem Ersten Weltkrieg bestritt der Verein einige Spiele gegen andere Vereine aus Galizien wie KS Cracovia, Resovia Rzeszów und Czarni Jasło.
1913 spielte Tarnovia in der galizischen A-Klasse, aber der Beginn des Kriegs stoppte die Entwicklung des Teams. Im Frühling 1919 spielte das Team dann wieder, das erste Spiel gegen Cracovia endete 1:1.
1919 bis 1922 bestritt der Verein 150 Freundschaftsspiele und war das beste Team aus der Region Tarnów. 1920 bekam der Verein ein neues Stadion in der Nähe des Bahnhofs. Das erste Spiel dort fand im Herbst 1921 statt, Tarnovia schlug das 16. Infanterieregiment mit 11:0. Das Stadion wurde mit der Zeit ausgebaut und drei Tennisplätze wurden errichtet.
Ab 1922 spielte der Verein in der B-Klasse Tarnów – Jasło. In der ersten Saison gewann der Verein 11 Spiele von 12 mit einer Tordifferenz von 28:6. Tarnovia qualifizierte sich für die Playoffs zu A-Klasse, verlor jedoch 1:2 gegen die Reserve von Cracovia und 0:5 gegen Hakoah Bielsko. 1923 gewann der Verein erneut die B-Klasse, scheiterte jedoch wieder in den Playoffs an Olsza Kraków und Hakoah Bielsko. Auch 1924 spielte der Verein in der B-Klasse gegen einige auch heute noch bekannte Vereine wie Resovia Rzeszów, Wisłoka Dębica, Jutrzenka Kraków und KS Podgórze Kraków. 1924 bestritt Tarnovia ein Freundschaftsspiel gegen ein Team aus Hradec Králové, das 0:1 verloren ging. Einige ausländische Teams kamen in den frühen 1920er-Jahren nach Tarnów, meistens aus Ungarn.
1925 gewann Tarnovia wieder die B-Klasse, wobei nur ein Spiel gegen Resovia Rzeszów verloren ging. 1926 schaffte der Verein dann, zeitweise unter Józef Kałuża, den Aufstieg in die A-Klasse, was zu diesem Zeitpunkt die zweithöchste polnische Spielklasse war. Der Verein wurde Erster in der Relegationsgruppe aus Zwierzyniecki Kraków, Biała Lipnik und Victoria Sosnowiec.
1927 wurde der Verein zweiter in der A-Klasse Krakau hinter Cracovia. 1928 trat der Verein als unabhängiger Sportklub Tarnovia aus der Sokolbewegung aus. Im selben Jahr verließen die besten Spieler den Verein. Józef Smoczek und Władysław Jachimek, wechselten zu Garbarnia Kraków. Dadurch konnte der Verein an seine Platzierung der Vorsaison nicht anknüpfen und erzielte 6 Siege und 3 Unentschieden, kassierte jedoch 16 Niederlagen. 1929 konnte der Verein sich verbessern und schaffte 13 Siege.
Die junge Generation von Spielern konnte das Team nicht in der A-Klasse halten, und so stieg Tarnovia 1932 ab, konnte jedoch direkt wieder aufsteigen. 1934 wurde der Verein sogar wie in der Saison 1927 Zweiter hinter Grzegorzecki Kraków, 1935 stieg Tarnovia dann wieder ab. 1937 schaffte der Verein wieder den Aufstieg in die A-Klasse Krakau, die in Regionalliga Krakau umbenannt wurde. In der nicht beendeten Saison 1939 belegte Tarnovia nach 20 Spielen den fünften Platz. Im Herbst 1938 bestritt der Verein zuhause ein Freundschaftsspiel gegen BAC Wien, das er 5:0 gewann. Im Gegenzug wurde Tarnovia zu einem Spiel in Wien im Herbst 1939 eingeladen, was jedoch nie stattfand.
Während des Zweiten Weltkriegs bestritten Fußballer von Tarnovia im Geheimen Spiele am Rand der Stadt. Mehrere Spieler verloren im Krieg ihr Leben. Dank der Bemühungen von Aktivisten der Vorkriegszeit spielte der Verein ab Beginn des Jahres 1945 wieder, das erste Freundschaftsspiel fand am 4. Februar statt. Das Team bestand nach dem Krieg größtenteils aus den Spielern, die 1939 in der U-19 von Tarnovia spielten.
Im Herbst 1947 gelang dem Verein der größte Erfolg seiner Geschichte, der Aufstieg in die Ekstraklasa. Tarnovia gewann die regionalen Ausscheidungen und schlug in den Playoffs in Südostpolen Partyzant Kielce, Legia Krosno, und JKS Jarosław. In den nationalen Playoffs wurde der Verein Dritter hinter Ruch Chorzów und Legia Warschau, aber vor Widzew Łódź und Lechia Gdańsk.
In der Saison 1948 erzielte Tarnovia mit seinem besten Spieler Antoni Barwiński, der 1947 bis 1950 17 Länderspiele für Polen bestritt, 22 Punkte und wurde Elfter von 14 Teams. Damit stieg der Verein zusammen mit Garbania Kraków, Widzew Łódź und Rymer Radlin in die zweite Liga ab. Nichtsdestotrotz konnte Tarnovia in seiner einzigen Saison in der Ekstraklasa starke Ergebnisse erzielen, sie gewannen gegen die bekannten Vereine Legia Warschau, Wisła Krakau, Ruch Chorzów, Warta Posen und AKS Chorzów. In dieser Saison wurde der Verein von Artur Walter und Wladyslaw Lemieszko (vorher Trainer von Pogoń Lwów) trainiert. Einer der wichtigsten Unterstützer war Jerzy Putrament.
Nach dem Abstieg spielte Tarnovia in der zweiten Liga. 1949 belegte der Verein den zweiten Platz hinter Rymer Radlin.  1955 folgte der Abstieg in die dritte Liga und 1956 in die regionale A-Klasse. In den 1960er- und 1970er-Jahren spielte Tarnovia in der dritten oder vierten Liga. Im Juli fusionierten drei Vereine aus Tarnów (Tarnovia, Metal und Tamel) zum MZKS Tarnovia. Dieses Team wurde dann in der regionalen Klasse Zweiter hinter Igloopol Dębica.
In den 1980er-Jahren spielte Tarnovia meistens in der dritten Liga. Heute spielt der Verein nur noch in der fünftklassigen 4. Liga.